# Cerisiers
Cerisiers es una localidad y comuna francesa situada en la región de Borgoña, departamento de Yonne, en el distrito de Sens. Es el chef-lieu y mayor población cantón de Cerisiers.

## Demografía
| 1 500 | 1 106 | 1 110 | 1 197 | 1 444 | 1 373 | 1 401 | 1 395 | 1 391 | 1 435 | 1 440 | 1 421 | 1 394 | 1 310 | 1 343 | 1 260 | 1 228 | 1 147 | 1 081 | 1 029 | 864 | 819 | 813 | 805 | 852 | 811 | 847 | 811 | 823 | 860 | 889 | 900 | 875 |
| Para los censos de 1962 a 1999 la población legal corresponde a la población sin duplicidades (Fuente: INSEE [Consultar]) |       |       |       |       |       |       |       |       |       |       |       |       |       |       |       |       |       |       |       |     |     |     |     |     |     |     |     |     |     |     |     |     |